# Seven Femenino de Canadá
El Seven Femenino de Canadá es un torneo anual femenino de rugby 7 que se disputa en Canadá desde 2015. Forma parte de la Serie Mundial Femenina de Rugby 7. El torneo tiene lugar en el Estadio BC Place de Vancouver.

## Palmarés
| Año     | Sede                       | Campeón       | Marcador | Subcampeón     |
| ------- | -------------------------- | ------------- | -------- | -------------- |
| 2015    | Estadio Westhills          | Nueva Zelanda | 29 - 10  | Rusia          |
| 2016    | Estadio Westhills          | Inglaterra    | 31 - 14  | Nueva Zelanda  |
| 2017    | Estadio Westhills          | Nueva Zelanda | 17 - 7   | Canadá         |
| 2018    | Estadio Westhills          | Nueva Zelanda | 46 - 0   | Australia      |
| 2019    | Estadio Westhills          | Nueva Zelanda | 21 - 17  | Australia      |
| 2021-I  | Estadio BC Place           | Gran Bretaña  | 34 - 12  | Estados Unidos |
| 2021-II | Estadio de la Mancomunidad | Gran Bretaña  | 22 - 5   | Estados Unidos |
| 2022    | Estadio Westhills          | Australia     | 21 - 17  | Nueva Zelanda  |
| 2023    | Estadio BC Place           | Nueva Zelanda | 19 - 12  | Australia      |
| 2024    | Estadio BC Place           | Nueva Zelanda | 35 - 19  | Francia        |
| 2025    | Estadio BC Place           | Nueva Zelanda | 41 - 7   | Fiyi           |

## Posiciones
- Número de veces que las selecciones ocuparon cada posición en todas las ediciones.

| Equipo         | Campeón | 2º puesto |
| -------------- | ------- | --------- |
| Nueva Zelanda  | 6       | 2         |
| Gran Bretaña   | 2       |           |
| Australia      | 1       | 3         |
| Inglaterra     | 1       |           |
| Estados Unidos |         | 2         |
| Rusia          |         | 1         |
| Canadá         |         | 1         |
| Francia        |         | 1         |
| Fiyi           |         | 1         |